# Sandrine Gestin
Sandrine Gestin (Quimper, 1969) è un'illustratrice e scrittrice francese di libri per l'infanzia.

## Biografia
Dopo aver conseguito il diploma di maturità, fu ammessa all'École supérieure d'arts graphiques Penninghen di Parigi dove completò il corso triennale.
In seguito lavoro per la rivista Tilt, fornendole disegni per la casa d'intrattenimento della Ubisoft, ed estese il campo all'editoria in generale, lavorando per le Denoël e le Gründ. Seguirono collaborazioni con le Éditions Mnémos, la J'ai lu, le riviste Casus Belli e Science et Vie junior, oltre alla realizzazione di carte da gioco di ruolo.
Ha anche realizzato le immagini de La Petite Encyclopédie du merveilleux di Édouard Brasey, e Le Calendrier des fées per le edizioni Pré aux Clercs; nonché per Au Bord des Continents per il quale ha scritto ed elaborato diversi racconti: La petite faiseuse, ou L'étonnant voyage d'une fée, Carnet de croquis ou Lily et la clef des songes, Sous le signe des Fées, e La légende des Dames de Brocéliande.

## Opere
Un breve elenco, non esaustivo, di alcune delle opere e pubblicazioni editoriali con i suoi scritti e le iillustrazioni:
- Copertina del videogioco The Elder Scrolls: Arena, Ubisoft, 1993.
- Illustrationi nella rivista Tilt, in 4 nn., 1993.
- Walter M. Miller, Un cantique pour Leibowitz, illustrazione della copertina, Éditions Denoël, collana "Présence du futur", 1994.
- Livre jeu, vivez l'aventure, Éditions Gründ, copertina e illustrationi:

1. L’Île aux 100 Squelettes, 1994;
2. La Cité aux 100 Mystères, 1995;
3. La Vallée aux 100 Prodiges, 1996;
4. La colline aux 100 Fées, 1998.
5. La colline aux 100 Fées, 1999.

- Casus Belli, illustrationi, Excelsior Publications, 1995.
- Copertina del gioco Kharne, Délire, 1996.
- Copertina del romanzo La romance du démiurge di Mathieu Gaborit, Mnémos, 1996.
- Copertina del romanzo Aux ombres d’Abyme di Mathieu Gaborit, Mnémos, 1996.
- Copertina del romanzo La Saga des exilés di Julian May, n. 2, coll. "Fantasy", J'ai lu, 1997.
- Copertina del romanzo La Saga des exilés di Julian May, n. 1, coll. "Fantasy", J'ai lu, 1997.
- Illustrazione per il sito del dipartimento per le assunzioni all'Oréal, nel 2000.
- Copertina della rivista Faeries, n. 3, 2000.
- Illustrationi per la rivista Science et Vie junior, n. 150, 2002.
- Diverse pubblicazioni dei suoi quadri su rivista Talismag, nn. 1 e 2, e del Magic Academy, n. 5, 2003.
- Capertina e illustrazione del romanzo Le grand livre des créatures Fantastiques di André Lecossois, De Vecchi Editore, 2003.
- Capertina de La nuit des elfes di Jean-Louis Fetjaine, Presse Pocket, 2003.
- Louise Cooper, Notre Dame des Neiges, copertina, Nestiveqnen, collana "horizons Fantasy", 2003.
- Didier Quesne, Leh’him, copertina, Nestiveqnen, coll. "horizons Fantasy", 2004.
- Galadriel, contenuta nella rivista della Spectrum, n. 11, 2004.
- Copertina e illustrazioni di un'edizione del Mago di Oz, Éditions SED, 2005.
- Alcune illustrazioni sia in bianco e nero che a colori per le voci (ad es. la Sylphe, il Pixie, ecc.) de La Petite Encyclopédie du merveilleux, a cura di Édouard Brasey, Éditions Hors Collection, 2005.
- La petite faiseuse, testi e illustrazioni, Morlaix, Au Bord des Continents, 2006.[4]
- Carnet de Croquis, raccolta di schizzi e illustrazioni di Sandrine Gestin, Morlaix, Au Bord des Continents, 2007.
- L'Encyclopédie du Hobbit, illustrazioni, Paris, Le Pré aux clercs, 2013.
- Merveilles et Légendes des Dames de Brocéliande, nuova edizione, 2014.[3]